# Shinto
Shinto (神道, Shintō) eller på svenska ofta shintoism är en japansk inhemsk religion. 54% av Japans befolkning praktiserar än idag shinto, men många japaner kombinerar detta med buddhismen. Namnet betyder "gudarnas väg" (japanskans tō betyder väg och det är samma ord som kinesiskans dao eller tao i daoismen), och började användas först när buddhismen kom till Japan; dessförinnan hade den gamla religionen inget namn.

## Heliga platser

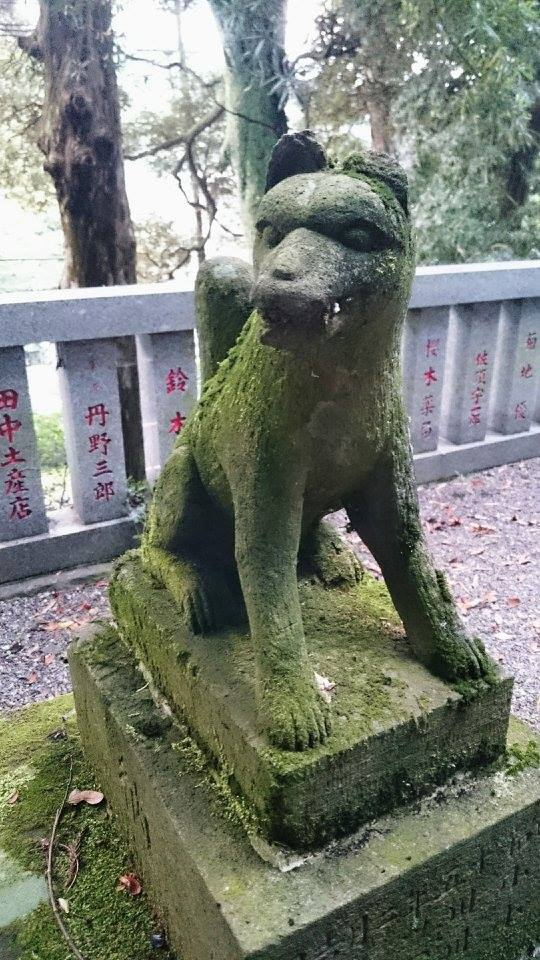
Shintohelgedom

Shinto saknar egentliga tempel. Däremot finns otaliga jinja, ibland kallade shintohelgedomar på svenska, och andra heliga platser.

## Lära
Shinto har ingen fastslagen trosbekännelse eller systematiserad teologi, som till exempel kristendomen. Istället kretsar mycket av religionen kring olika riter. Bland de viktigaste riterna märks olika former av reningsritualer. Orenhet och rening är viktiga begrepp, som har likheter med förhållningssätten inom hinduismen där rituell renhet är viktig. De kan även jämföras med begrepp som synd och nåd eller förlåtelse inom kristendomen. 

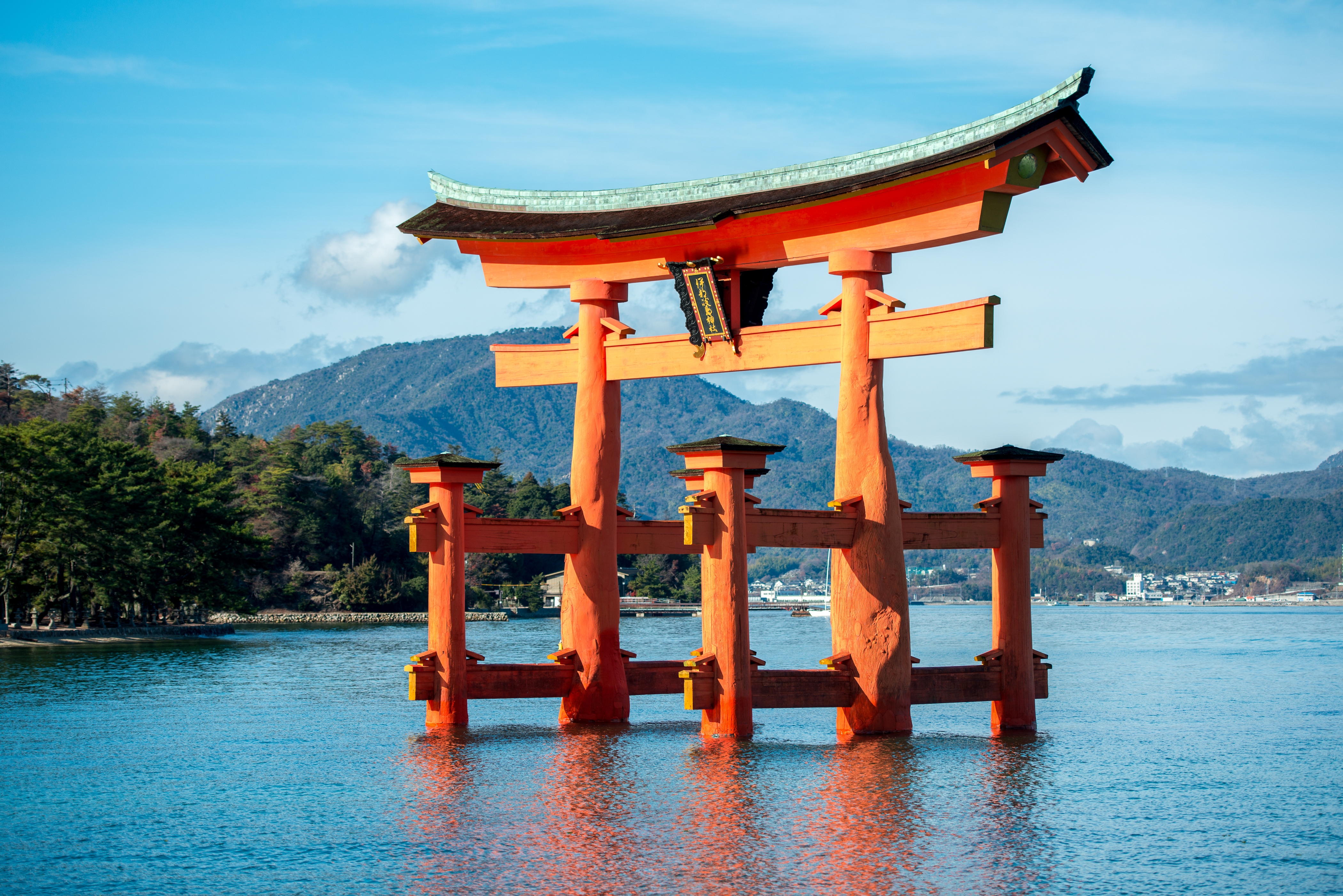
En torii.

Shinto kan betecknas som en form av animism och kretsar i stor utsträckning kring kulten av naturandar, japanska kami. Vördnaden för naturen är därför central. De högsta och populäraste gudomarna är solgudinnan Amaterasu, risguden Inari och krig- och fredsguden Hachiman. Shinto har inte någon gud eller helig skrift och läran har förts vidare via berättelser och ritualer.

## Kami
En viktig del av shintoismens lära är tron på den kraft som genomsyrar allt och som kallas kami. Kami är ett komplext koncept, som kan översättas till gud eller gudomligheter, men som ofta syftar på andeväsen eller någon slags kraft eller energi i naturen. Kami sägs finnas nästan överallt, till exempel i berg och i sjöar. Det finns inget bestämt antal kami, utan man brukar tala om "de åtta miljonerna kami" (happyakuman no kami, 八百万の神), då detta ord även kan läsas som (yaoyorozu, 八百万) vilket betyder oändlighet. På vissa platser anses det finnas mycket av denna kraft, och dessa platser är heliga. En sådan helig plats är berget Fuji på ön Honshu.

## Inriktningar
Shinto är i dag uppdelat i ett stort antal sekter. Fram till andra världskriget var shinto en statsreligion. Statsshinto hade sin storhetstid från andra Shogunatets fall på 1800-talet fram till och med andra världskrigets slut. Denna form av Shinto kan betraktas som en form av japansk nationalism, och framhävde vördnaden för tennō (oftast översatt med "kejsaren", men översättningen är inte helt exakt), som betraktades som gud tills tenno Hirohito tvingades avsäga sig denna roll efter kapitulationen 1945.
Vid sidan av sekterna finns det ett antal nya religioner. Vissa av dessa har sin grund i shinto, till exempel tenrikyo, konkokyo och omoto.